# Antoine Poncet (artiste)
 (août 2016).
Si vous disposez d'ouvrages ou d'articles de référence ou si vous connaissez des sites web de qualité traitant du thème abordé ici, merci de compléter l'article en donnant les références utiles à sa vérifiabilité et en les liant à la section « Notes et références ».
Pour les articles homonymes, voir Antoine Poncet (homonymie) et Poncet.
Antoine Poncet, né en 1964, est un artiste contemporain français qui vit et travaille entre Paris et Bayonne.

## Biographie
Formé à l'École nationale supérieure des arts décoratifs de Paris, Antoine Poncet commence sa carrière artistique dans les années 1990. Son travail a depuis été présenté dans plusieurs institutions majeures de l'art contemporain, tant en France qu'à l'international.

## Pratique artistique
La démarche d'Antoine Poncet se caractérise par une exploration multidimensionnelle qui interroge les relations entre différents concepts :
- Le temps et l'espace
- La performance, l'image et l'écriture
- L'éphémère, l'évolutif et le pérenne
- Le discret, le continu et le discontinu

Dans sa pratique, Poncet développe une approche où ces différentes dimensions ne sont pas considérées comme antagonistes mais plutôt comme des perspectives complémentaires d'une même réalité. Son travail se distingue par une recherche approfondie sur les matériaux et leur interaction avec l'environnement.

## Thèmes et influences
Le travail de Poncet est caractérisé par une réflexion sur la temporalité et la spatialité, explorée à travers différents médiums. Sa pratique des "installations parlées" constitue une forme originale de performance artistique, mêlant l'oral et le visuel.

## Carrière artistique
- Les choses en soi, ESAPB, Bayonne, mars/avril 2022
- Boderline la Ligne Maginot + Nénette & Rintintin aux couleurs de l’Ukraine, POUSH Manifesto Pavillon Vendôme, Clichy, le 12 mars 2022
- La cité sous le soleil , Saussure Arbor CNEAI, Paris 2021 Sylvie Boulanger
- L'effet Papillon CQFD, Les Laboratoires d'Aubervilliers, octobre 2020
- WWW ou digressions sur une toile d'araignée, EDACAPB, Bayonne, février 2017
- Après Babel,Traduire, MUCEM, décembre 2016, Barbara Cassin
- Bulles spéculatives (pour les chômeurs intellectuels), Maison Rouge MAD talks, octobre 2016
- Double crime sur la Ligne Maginot, Palais de Tokyo, avril 2015
- L'Imaginaire de la Ligne Maginot, Louvre-Lens, juin 2014
- Anthologie du Charabia : Faunes & Satyres,,, Centre Pompidou Paris, mars 2013.
- Le Son des mots, Fondation Cartier, novembre 2012.
- Les Nocturnales pour la Nuit Blanche à l'ENSA Paris le 12 octobre 2012.
- Nénette et Rintintin : Les fétiches anti-Gothas, 25 mai au 26 septembre 2012 ; 1917, Centre Pompidou-Metz, Laurent Le Bon ; sur le thème de Nénette et Rintintin.
- La Ligne Maginot II, 2010, réalisé avec le soutien de la Direction Régionale des Affaires Culturelles d'Île-de-France.
- Félicien Marbœuf (1852-1924), exposition collective, Fondation Ricard, 2009, Jean-Yves Jouannais.
- La veste de Murakami, 2003.
- Hommage à Lavoisier, 2 octobre 2010 ; installation & performance Place de la Madeleine, Paris.